# 알렉스 친넥
알렉스 친넥(Alex Chinneck, 1984~ )은 일시적 공공예술로 유명한 영국의 조각가이다. 기울어지거나 거꾸로 된 집 등으로 유명하다.

## 어린 시절
알렉스 친넥은 그의 아버지가 체육을 가르쳤던 배드퍼드 근대학교에서 교육받았다. 그는 16살이 되기 전까지 크리켓 선수가 되고 싶어했었다. 그는 첼시 칼리지 오브 아츠에서 예술을 공부했고, 박사 학위를 땄다.